# NFL International Series

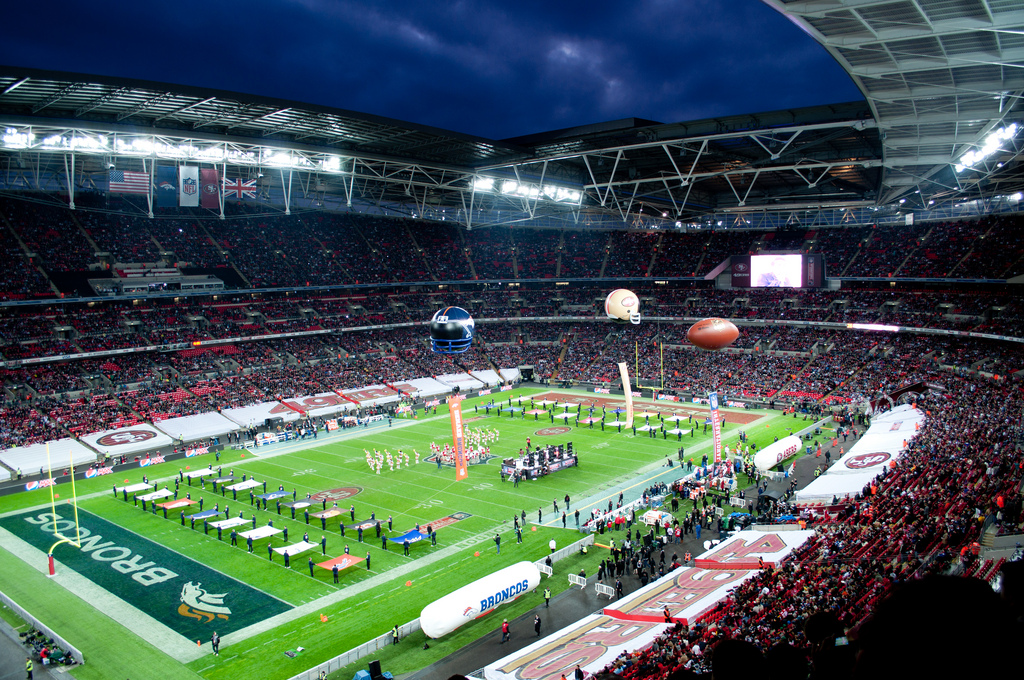
Vor dem Spiel der NFL International Series am 31. Oktober 2010 zwischen den Denver Broncos und den San Francisco 49ers (16:24) im Wembley-Stadion

Die NFL International Series besteht aus Partien der Regular Season der National Football League (NFL) außerhalb der Vereinigten Staaten. Seit 2007 wurde anfangs jährlich ein, inzwischen mehrere Spiele pro Saison in London ausgetragen, die seit 2017 unter dem Namen NFL London Games vermarktet werden. Bereits 2005 fand unter dem Namen NFL Fútbol Americano ein Spiel im Aztekenstadion in Mexiko-Stadt statt. Seit 2016 ist das Aztekenstadion Teil der International Series. Seit 2022 finden Spiele in Deutschland statt, beginnend mit einem Spiel in der Allianz Arena in München. 2024 wurde erstmals ein Spiel in São Paulo, Brasilien, ausgetragen, für 2025 ist das erste Spiel in Madrid geplant. für 2026 das erste Spiel in Australien. Die Liga plant mittelfristig, die Anzahl der internationalen Spiele auf bis zu acht zu erhöhen.

## Geschichte

### Vorgeschichte
Von 1986 bis 2005 veranstaltete die NFL unter dem Namen American Bowl Vorbereitungsspiele, unter anderem in Berlin, London, Kanada, Japan und Mexiko-Stadt. In Europa war die NFL zudem ab 1992 durch die World League of American Football, später NFL Europe vertreten, in der hauptsächlich US-amerikanische Spieler antraten, von denen einige zuvor oder danach in der NFL spielten – vom Prinzip einem „Farmteam“ ähnlich, allerdings ohne feste Zuordnung zu einem bestimmten „Major League“-Team. Die NFL Europe – Zeit ihrer Existenz ein Verlustgeschäft für die NFL – wurde 2007 eingestellt, im selben Jahr als das erste NFL-Spiel der Regular Season  in London stattfand. Dies war auch auf einen Wechsel an der Spitze der Liga zurückzuführen, nachdem Paul Tagliabue 2006 aus dem Amt ausschied, setzte Roger Goodell den Fokus in der internationalen Expansion der NFL woanders als sein Vorgänger, dessen Idee und Herzensangelegenheit die NFL Europe gewesen war.
Das erste regulären Saisonspiel der NFL außerhalb der USA war das Spiel der Arizona Cardinals gegen die San Francisco 49ers am 2. Oktober 2005 im Aztekenstadion in Mexiko-Stadt. Dieses wurde unter dem Namen NFL Fútbol Americano veranstaltet. 

### Erste reguläre Saisonspiele in London
Nach Einstellung der NFL Europe 2007 startete die NFL die International Series, um insbesondere in London präsent zu bleiben.
Ab der NFL-Saison 2007 fand jedes Jahr ein Spiel im neuen Wembley-Stadion in London statt. Ab der Saison 2013 fanden jeweils zwei Spiele statt. Dabei wollten die St. Louis Rams bis 2015 jährlich ein Heimspiel in London austragen, taten dies aber nur 2013. Stattdessen übernahmen die Jacksonville Jaguars den Platz und garantieren ein jährliches Heimspiel im Wembley-Stadion bis 2016. Der Vertrag wurde inzwischen bis 2025 verlängert.
Von 2008 bis 2013 trugen die Buffalo Bills im Rahmen der Bills Toronto Series sechs Spiele der regulären Saison sowie zwei Vorbereitungsspiele im kanadischen Toronto aus, etwa 100 Kilometer von Buffalo entfernt. Diese Spiele zählen jedoch nicht zur International Series.

### NFL London Games und Mexico Games
2015 gaben NFL und Tottenham Hotspur bekannt, nach Fertigstellung des neuen Tottenham Hotspur Stadium für zehn Jahre mindestens zwei Spiele pro Saison in diesem Stadion auszutragen. Später einigten sich NFL und die Rugby Football Union, ab (mindestens) drei NFL-Spiele im Twickenham Stadium auszutragen. Für die Saison 2015 waren erstmals drei Spiele in Wembley angesetzt. Am 5. Februar 2016 wurde zudem für November 2016 das zweite Spiel in Mexiko-Stadt angekündigt.
Ab 2017 wurden die Spiele unter dem Namen NFL London Games bzw. NFL Mexico Games vermarktet. 2017 fanden dabei erstmals vier Spiele in London statt, jeweils zwei im Wembley-Stadion und zwei im Twickenham Stadium. Zusätzlich war auch noch im November 2017 das insgesamt dritte Spiel im Aztekenstadion in Mexiko-Stadt angesetzt. Das NFL Mexiko Game 2018 der Kansas City Chiefs bei den Los Angeles Rams wurde kurzfristig nach Los Angeles verlegt, da der Platz im Aztekenstadion unbespielbar war. In der Saison 2019 fanden wieder vier Partien in London statt, darunter erstmals im neuen Tottenham Hotspur Stadium statt, eine weitere Partie wurde im Aztekenstadion ausgetragen. 2020 entfielen die Spiele der International Series aufgrund der COVID-19-Pandemie, 2021 fanden wieder zwei Begegnungen im Stadion von Tottenham statt.

### Weltweite Ausweitung
Seit 2022 gilt die Regelung, nach der jedes Team der NFL mindestens einmal alle acht Jahre international spielen muss. Bis zu vier Spiele werden jährlich international ausgetragen, dazu könnten Teams weitere Spiele freiwillig international austragen, wie dies die Jaguars bereits machen. Damit erhöht sich die Anzahl der internationalen Spielen, unabhängig von den gesondert zu betrachtenden Spiele der Jacksonville Jaguars, auf acht.
Ab 2022 finden Spiele in Deutschland statt, beginnend mit der Allianz-Arena in München (2022 und 2023). Im Deutsche Bank Park in Frankfurt am Main fanden in der Saison 2023 zwei Partien in Frankfurt statt, da das Aztekenstadion in Mexiko-Stadt wegen Umbauarbeiten nicht zur Verfügung stand. Im September 2023 verlängerte die Liga den Vertrag mit dem Tottenham Hotspur Stadium bis 2030. Das Stadion bekam den Titel Home of NFL in the UK und beherbergt jährlich zwei Partien.
Am 13. Dezember 2023 wurde bekanntgegeben, dass 2024 das erste Spiel in Sao Paulo in Brasilien stattfinden soll. Am 9. Februar 2024 gab die NFL bekannt, dass in der Saison 2025 ein Spiel im Estadio Santiago Bernabeu im spanischen Madrid ausgetragen wird. Bei der Renovierung des Stadions von 2020 bis 2024 wurde eine entsprechende Nutzung bereits eingeplant. Mit Berlin wurde vertraglich festgelegt, dass 2025 ein erstes Spiel im Olympiastadion ausgetragen wird; zwei weitere kommen bis 2029 hinzu. Ebenfalls 2025 wird erstmals ein Spiel in der irischen Hauptstadt Dublin ausgetragen.
Die NFL plant zukünftig jährlich ein Spiel in Deutschland, so dass neben Berlin ab 2026 ein weiterer Austragungsort gesucht wird. Ab 2026 ist zudem jährlich ein Spiel in Melbourne, Australien, vereinbart, beginnend mit einem Spiel der Los Angeles Rams. Spiele in Mexiko-Stadt sollen ebenfalls 2026 wieder aufgenommen werden. Auch mit dem Camp Nou in Barcelona steht die NFL in Verhandlung.

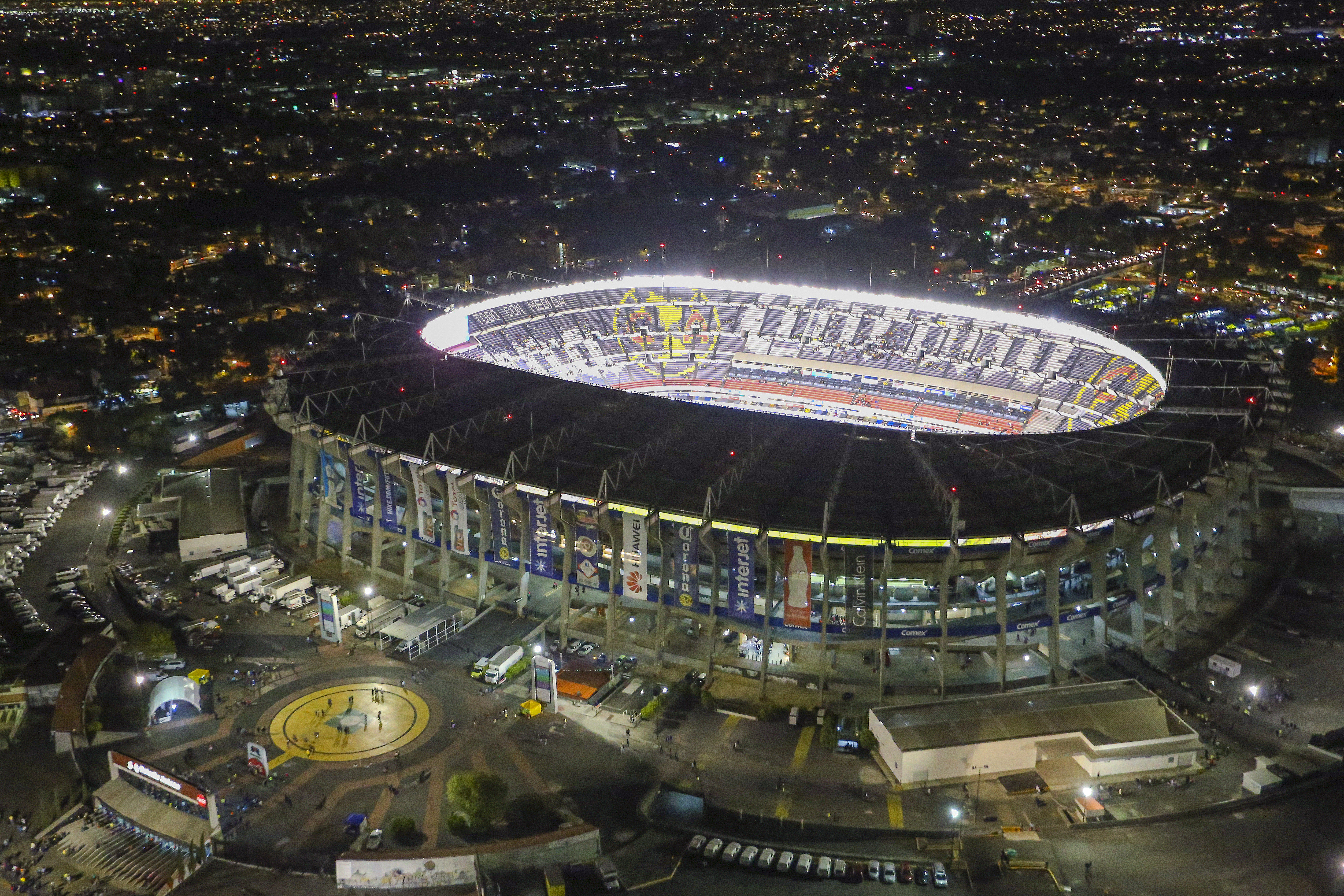
Das Aztekenstadion, Austragungsort der „NFL Fútbol Americano“
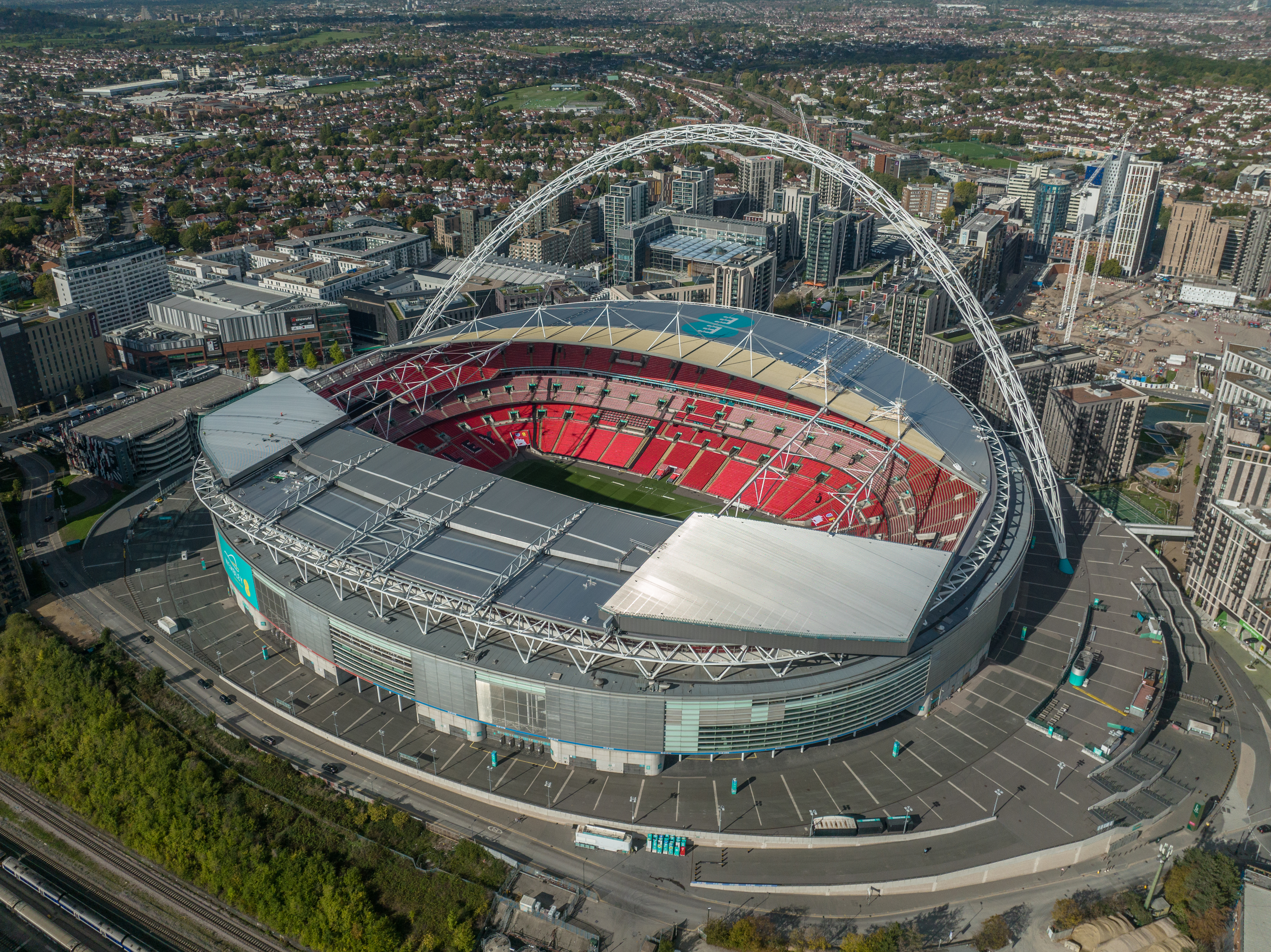
Das Wembley-Stadion in London, Austragungsort seit 2007
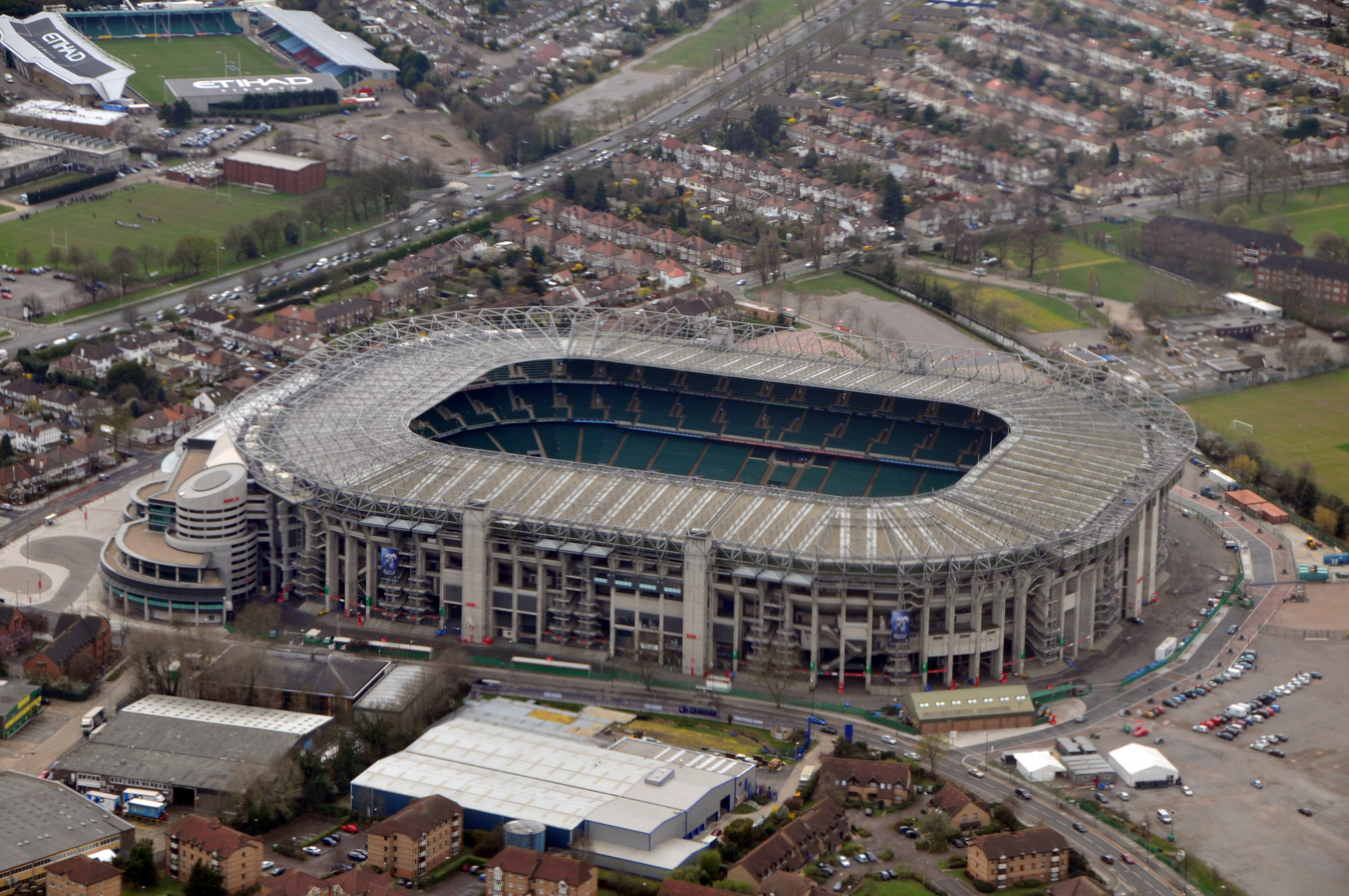
Das Twickenham Stadium war Spielort von 2016 bis 2017
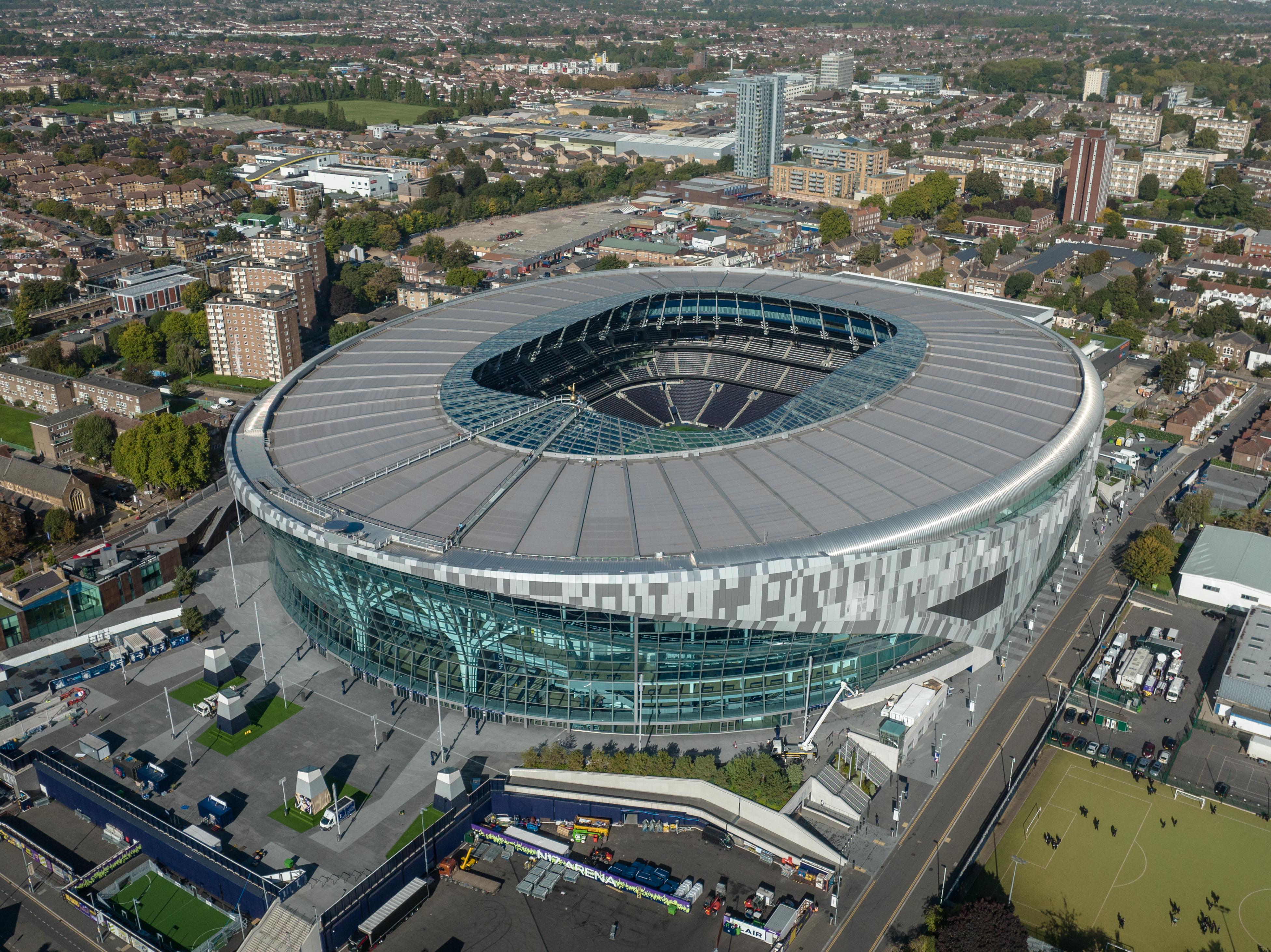
Seit 2019 finden im neuen Tottenham Hotspur Stadium jährlich zwei Spiele statt
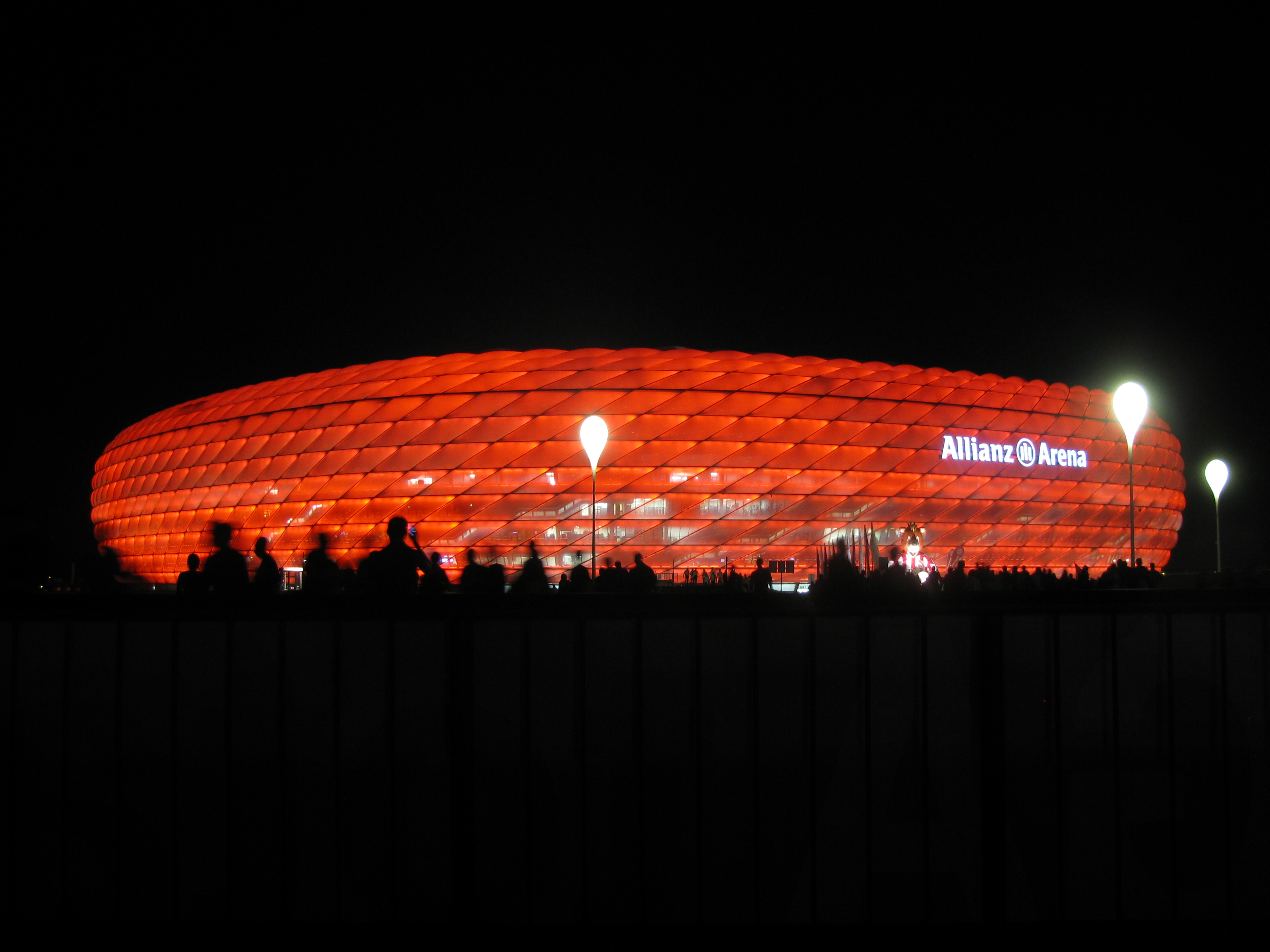
Die Allianz Arena in München war 2022 und 2024 Spielort
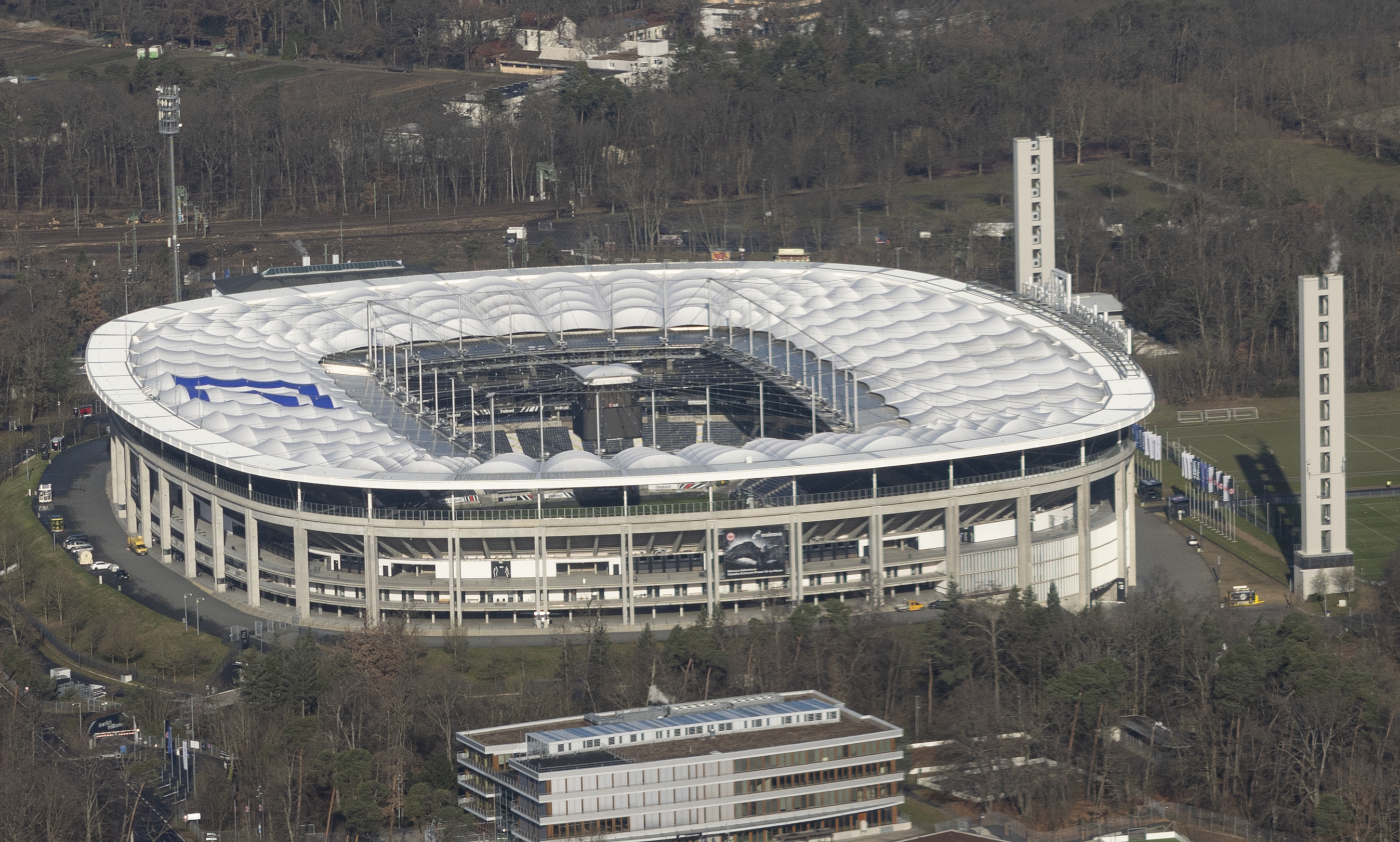
Im Deutsche Bank Park in Frankfurt wurden 2023 zwei Spiele ausgetragen
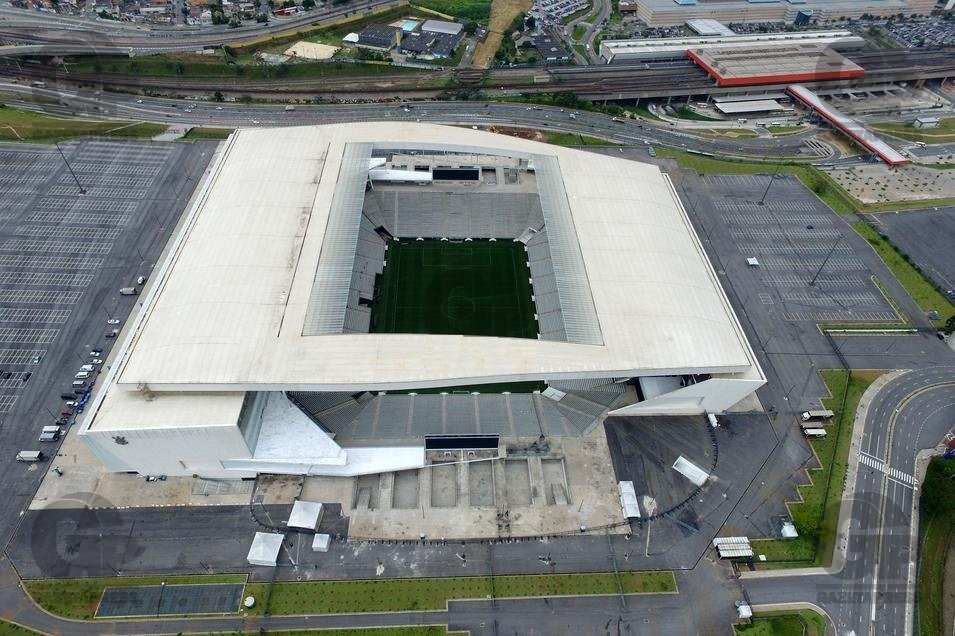
Die Arena Corinthians in Sao Paulo ist seit 2024 Spielort
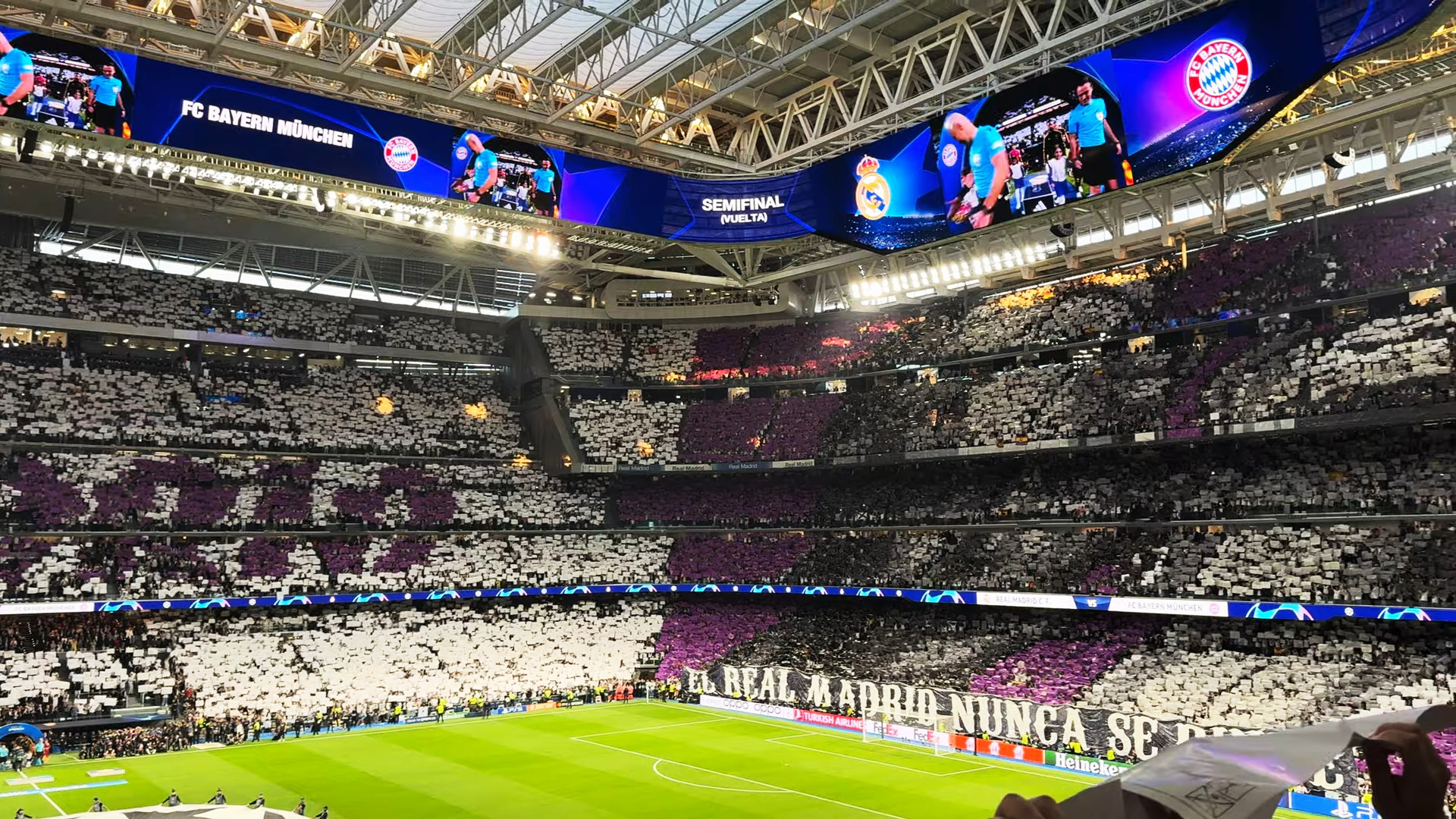
Das Estadio Santiago Bernabéu in Madrid ist 2025 erstmals Spielort
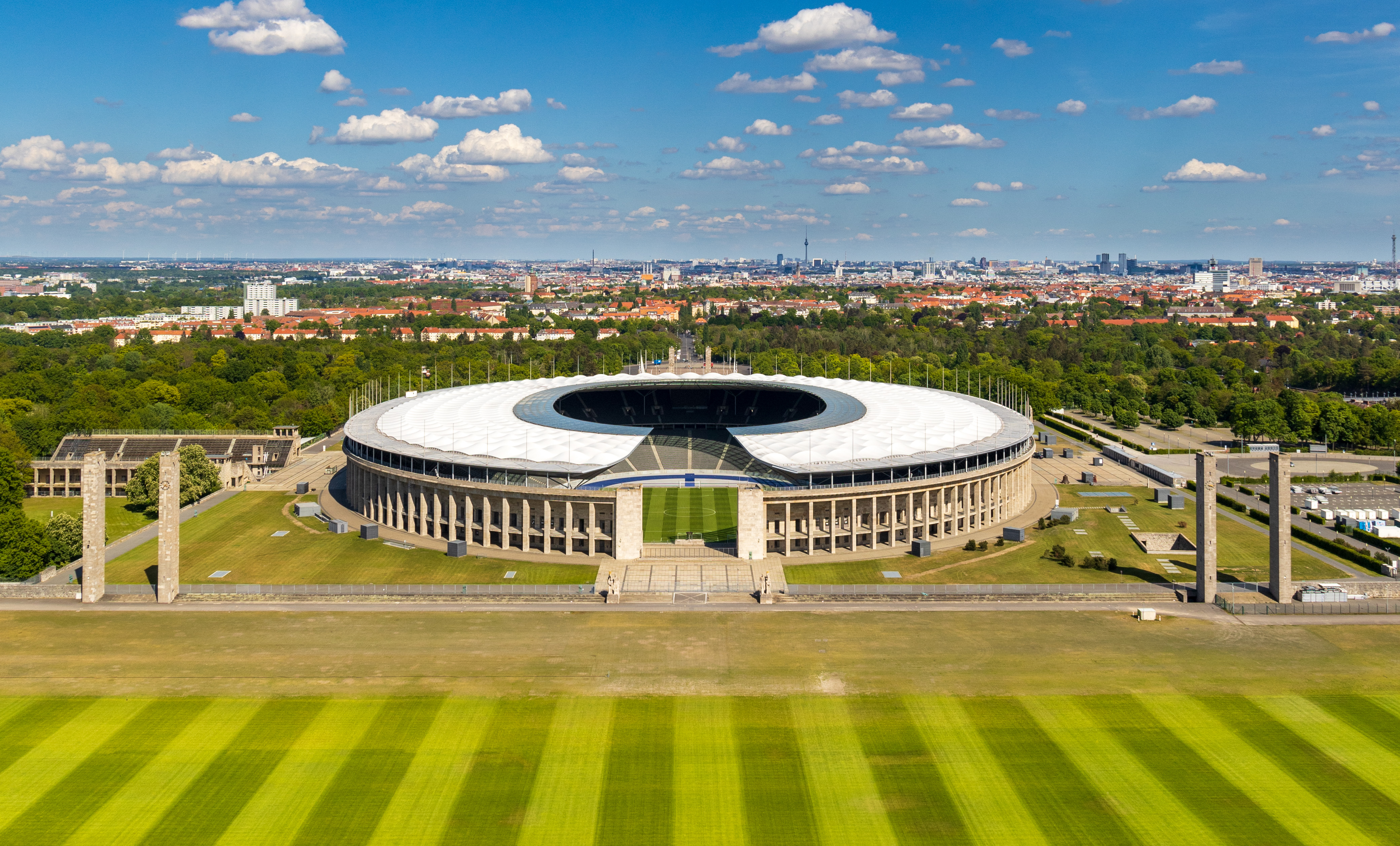
Im Berliner Olympiastadion werden zwischen 2025 und 2029 drei Spiele ausgetragen
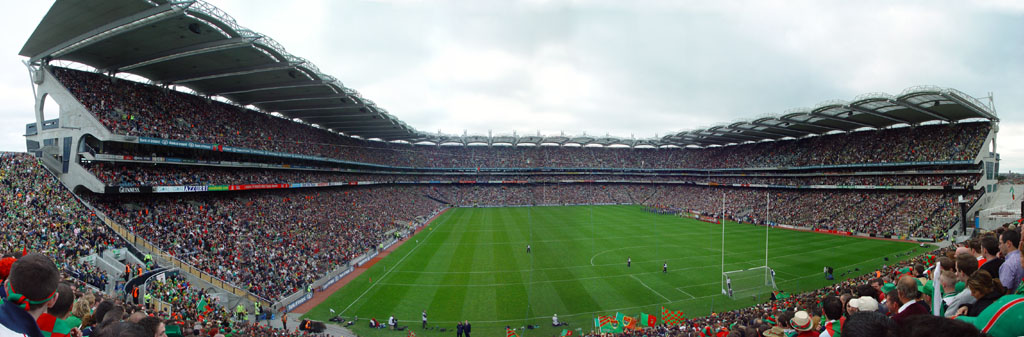
Im Dubliner Croke Park spielen 2025 die Pittsburgh Steelers
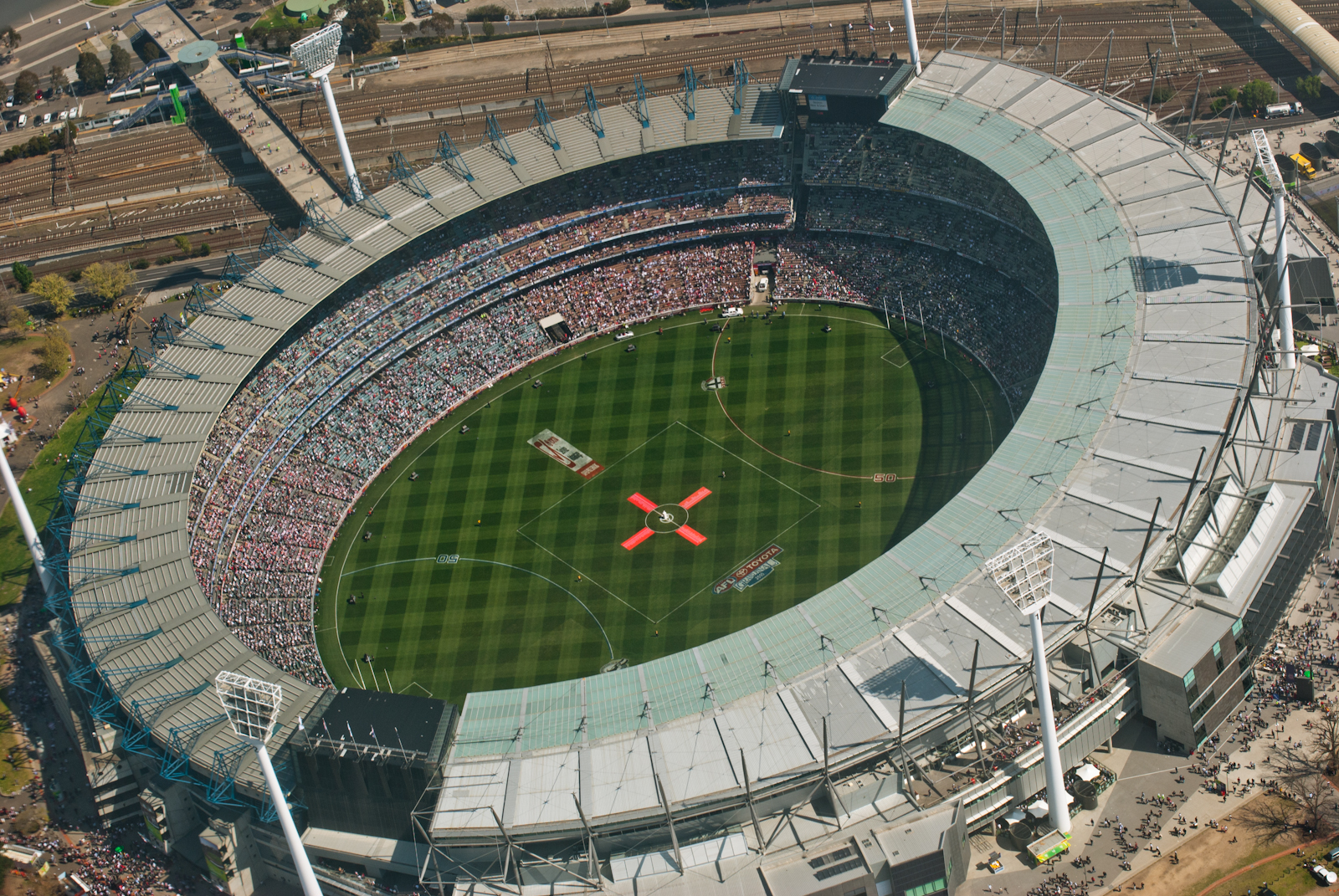
Der Melbourne Cricket Ground ist ab 2026 Spielort

## Liste der Spiele
| Saison                                                       | Datum            | Heimmannschaft       | Ergebnis         | Auswärtsmannschaft   | Stadion                   | Stadt             | Land                   | Zuschauer        |
| Fútbol Americano                                             | Fútbol Americano | Fútbol Americano     | Fútbol Americano | Fútbol Americano     | Fútbol Americano          | Fútbol Americano  | Fútbol Americano       | Fútbol Americano |
| ------------------------------------------------------------ | ---------------- | -------------------- | ---------------- | -------------------- | ------------------------- | ----------------- | ---------------------- | ---------------- |
| 2005                                                         | 2. Okt. 2005     | Arizona Cardinals    | 31:14            | San Francisco 49ers  | Aztekenstadion            | Mexiko-Stadt      | Mexiko                 | 103.467          |
| NFL International Series                                     |                  |                      |                  |                      |                           |                   |                        |                  |
| 2007                                                         | 28. Okt. 2007    | Miami Dolphins       | 10:13            | New York Giants      | Wembley-Stadion           | London            | Vereinigtes Königreich | 81.176           |
| 2008                                                         | 26. Okt. 2008    | New Orleans Saints   | 37:32            | San Diego Chargers   | Wembley-Stadion           | London            | Vereinigtes Königreich | 83.226           |
| 2009                                                         | 25. Okt. 2009    | Tampa Bay Buccaneers | 07:35            | New England Patriots | Wembley-Stadion           | London            | Vereinigtes Königreich | 84.254           |
| 2010                                                         | 31. Okt. 2010    | San Francisco 49ers  | 24:16            | Denver Broncos       | Wembley-Stadion           | London            | Vereinigtes Königreich | 83.941           |
| 2011                                                         | 23. Okt. 2011    | Tampa Bay Buccaneers | 18:24            | Chicago Bears        | Wembley-Stadion           | London            | Vereinigtes Königreich | 76.981           |
| 2012                                                         | 28. Okt. 2012    | St. Louis Rams       | 07:45            | New England Patriots | Wembley-Stadion           | London            | Vereinigtes Königreich | 84.004           |
| 2013                                                         | 29. Sep. 2013    | Minnesota Vikings    | 34:27            | Pittsburgh Steelers  | Wembley-Stadion           | London            | Vereinigtes Königreich | 83.518           |
| 2013                                                         | 27. Okt. 2013    | Jacksonville Jaguars | 10:42            | San Francisco 49ers  | Wembley-Stadion           | London            | Vereinigtes Königreich | 83.559           |
| 2014                                                         | 28. Sep. 2014    | Oakland Raiders      | 14:38            | Miami Dolphins       | Wembley-Stadion           | London            | Vereinigtes Königreich | 83.436           |
| 2014                                                         | 26. Okt. 2014    | Atlanta Falcons      | 21:22            | Detroit Lions        | Wembley-Stadion           | London            | Vereinigtes Königreich | 83.532           |
| 2014                                                         | 9. Nov. 2014     | Jacksonville Jaguars | 17:31            | Dallas Cowboys       | Wembley-Stadion           | London            | Vereinigtes Königreich | 83.603           |
| 2015                                                         | 4. Okt. 2015     | Miami Dolphins       | 14:27            | New York Jets        | Wembley-Stadion           | London            | Vereinigtes Königreich | 83.986           |
| 2015                                                         | 25. Okt. 2015    | Jacksonville Jaguars | 34:31            | Buffalo Bills        | Wembley-Stadion           | London            | Vereinigtes Königreich | 84.021           |
| 2015                                                         | 1. Nov. 2015     | Kansas City Chiefs   | 45:10            | Detroit Lions        | Wembley-Stadion           | London            | Vereinigtes Königreich | 83.624           |
| 2016                                                         | 2. Okt. 2016     | Jacksonville Jaguars | 30:27            | Indianapolis Colts   | Wembley-Stadion           | London            | Vereinigtes Königreich | 83.798           |
| 2016                                                         | 23. Okt. 2016    | Los Angeles Rams     | 10:17            | New York Giants      | Twickenham Stadium        | London            | Vereinigtes Königreich | 74.121           |
| 2016                                                         | 30. Okt. 2016    | Cincinnati Bengals   | 27:27            | Washington Redskins  | Wembley-Stadion           | London            | Vereinigtes Königreich | 84.448           |
| 2016                                                         | 21. Nov. 2016    | Oakland Raiders      | 27:20            | Houston Texans       | Aztekenstadion            | Mexiko-Stadt      | Mexiko                 | 76.743           |
| NFL London Games / NFL Mexico Games                          |                  |                      |                  |                      |                           |                   |                        |                  |
| 2017                                                         | 24. Sep. 2017    | Jacksonville Jaguars | 44:70            | Baltimore Ravens     | Wembley-Stadion           | London            | Vereinigtes Königreich | 84.592           |
| 2017                                                         | 1. Okt. 2017     | Miami Dolphins       | 00:20            | New Orleans Saints   | Wembley-Stadion           | London            | Vereinigtes Königreich | 84.423           |
| 2017                                                         | 22. Okt. 2017    | Los Angeles Rams     | 33:00            | Arizona Cardinals    | Twickenham Stadium        | London            | Vereinigtes Königreich | 73.736           |
| 2017                                                         | 29. Okt. 2017    | Cleveland Browns     | 16:33            | Minnesota Vikings    | Twickenham Stadium        | London            | Vereinigtes Königreich | 74.237           |
| 2017                                                         | 19. Nov. 2017    | Oakland Raiders      | 08:33            | New England Patriots | Aztekenstadion            | Mexiko-Stadt      | Mexiko                 | 77.357           |
| 2018                                                         | 14. Okt. 2018    | Oakland Raiders      | 03:27            | Seattle Seahawks     | Wembley-Stadion           | London            | Vereinigtes Königreich | 84.922           |
| 2018                                                         | 21. Okt. 2018    | Los Angeles Chargers | 20:19            | Tennessee Titans     | Wembley-Stadion           | London            | Vereinigtes Königreich | 84.301           |
| 2018                                                         | 28. Okt. 2018    | Jacksonville Jaguars | 18:24            | Philadelphia Eagles  | Wembley-Stadion           | London            | Vereinigtes Königreich | 85.870           |
| 2018                                                         | 19. Nov. 2018    | Los Angeles Rams     |                  | Kansas City Chiefs   | Aztekenstadion            | Mexiko-Stadt      | Mexiko                 | *)               |
| 2019                                                         | 6. Okt. 2019     | Oakland Raiders      | 24:21            | Chicago Bears        | Tottenham Hotspur Stadium | London            | Vereinigtes Königreich | 60.463           |
| 2019                                                         | 13. Okt. 2019    | Tampa Bay Buccaneers | 26:37            | Carolina Panthers    | Tottenham Hotspur Stadium | London            | Vereinigtes Königreich | 60.087           |
| 2019                                                         | 27. Okt. 2019    | Los Angeles Rams     | 24:10            | Cincinnati Bengals   | Wembley-Stadion           | London            | Vereinigtes Königreich | 83.720           |
| 2019                                                         | 3. Nov. 2019     | Jacksonville Jaguars | 03:26            | Houston Texans       | Wembley-Stadion           | London            | Vereinigtes Königreich | 84.771           |
| 2019                                                         | 18. Nov. 2019    | Los Angeles Chargers | 17:24            | Kansas City Chiefs   | Aztekenstadion            | Mexiko-Stadt      | Mexiko                 | 76.252           |
| 2020 †)                                                      |                  | Miami Dolphins       |                  | N.N.                 | Tottenham Hotspur Stadium | London            | Vereinigtes Königreich |                  |
| 2020 †)                                                      |                  | Atlanta Falcons      |                  | N.N.                 | Tottenham Hotspur Stadium | London            | Vereinigtes Königreich |                  |
| 2020 †)                                                      |                  | Jacksonville Jaguars |                  | N.N.                 | Wembley-Stadion           | London            | Vereinigtes Königreich |                  |
| 2020 †)                                                      |                  | Jacksonville Jaguars |                  | N.N.                 | Wembley-Stadion           | London            | Vereinigtes Königreich |                  |
| 2020 †)                                                      |                  | Arizona Cardinals    |                  | N.N.                 | Aztekenstadion            | Mexiko-Stadt      | Mexiko                 |                  |
| 2021                                                         | 10. Okt. 2021    | Atlanta Falcons      | 27:20            | New York Jets        | Tottenham Hotspur Stadium | London            | Vereinigtes Königreich | 60.589           |
| 2021                                                         | 17. Okt. 2021    | Jacksonville Jaguars | 23:20            | Miami Dolphins       | Tottenham Hotspur Stadium | London            | Vereinigtes Königreich | 60.784           |
| Spiele seit Einführung der International Home Marketing Area |                  |                      |                  |                      |                           |                   |                        |                  |
| 2022                                                         | 2. Okt. 2022     | New Orleans Saints   | 25:28            | Minnesota Vikings    | Tottenham Hotspur Stadium | London            | Vereinigtes Königreich | 60.639           |
| 2022                                                         | 9. Okt. 2022     | Green Bay Packers    | 22:27            | New York Giants      | Tottenham Hotspur Stadium | London            | Vereinigtes Königreich | 61.024           |
| 2022                                                         | 30. Okt. 2022    | Jacksonville Jaguars | 17:21            | Denver Broncos       | Wembley-Stadion           | London            | Vereinigtes Königreich | 86.215           |
| 2022                                                         | 13. Nov. 2022    | Tampa Bay Buccaneers | 21:16            | Seattle Seahawks     | Allianz Arena             | München           | Deutschland            | 69.811           |
| 2022                                                         | 21. Nov. 2022    | Arizona Cardinals    | 10:38            | San Francisco 49ers  | Aztekenstadion            | Mexiko-Stadt      | Mexiko                 | 78.427           |
| 2023                                                         | 1. Okt. 2023     | Jacksonville Jaguars | 23:70            | Atlanta Falcons      | Wembley-Stadion           | London            | Vereinigtes Königreich | 85.716           |
| 2023                                                         | 8. Okt. 2023     | Buffalo Bills        | 20:25            | Jacksonville Jaguars | Tottenham Hotspur Stadium | London            | Vereinigtes Königreich | 61.273           |
| 2023                                                         | 15. Okt. 2023    | Tennessee Titans     | 16:24            | Baltimore Ravens     | Tottenham Hotspur Stadium | London            | Vereinigtes Königreich | 61.011           |
| 2023                                                         | 5. Nov. 2023     | Kansas City Chiefs   | 21:14            | Miami Dolphins       | Deutsche Bank Park        | Frankfurt am Main | Deutschland            | 50.023           |
| 2023                                                         | 12. Nov. 2023    | New England Patriots | 06:10            | Indianapolis Colts   | Deutsche Bank Park        | Frankfurt am Main | Deutschland            | 50.144           |
| 2024                                                         | 6. Sep. 2024     | Philadelphia Eagles  | 34:29            | Green Bay Packers    | Arena Corinthians         | São Paulo         | Brasilien              | 47.236           |
| 2024                                                         | 6. Okt. 2024     | Minnesota Vikings    | 23:17            | New York Jets        | Tottenham Hotspur Stadium | London            | Vereinigtes Königreich | 61.139           |
| 2024                                                         | 13. Okt. 2024    | Chicago Bears        | 35:16            | Jacksonville Jaguars | Tottenham Hotspur Stadium | London            | Vereinigtes Königreich | 61.182           |
| 2024                                                         | 20. Okt. 2024    | Jacksonville Jaguars | 32:16            | New England Patriots | Wembley-Stadion           | London            | Vereinigtes Königreich | 86.651           |
| 2024                                                         | 10. Nov. 2024    | Carolina Panthers    | OT 20:17 OT      | New York Giants      | Allianz Arena             | München           | Deutschland            | 70.132           |

### Angekündigte zukünftige Spiele
| Saison     | Datum         | Heimmannschaft       | Auswärtsmannschaft    | Stadion                   | Stadt                    | Land                   |
| ---------- | ------------- | -------------------- | --------------------- | ------------------------- | ------------------------ | ---------------------- |
| 2025       | 5. Sep. 2025  | Los Angeles Chargers | Kansas City Chiefs    | Arena Corinthians         | São Paulo                | Brasilien              |
| 2025       | 28. Sep. 2025 | Pittsburgh Steelers  | Minnesota Vikings     | Croke Park                | Dublin                   | Irland                 |
| 2025       | 5. Okt. 2025  | Cleveland Browns     | Minnesota Vikings     | Tottenham Hotspur Stadium | London                   | Vereinigtes Königreich |
| 2025       | 12. Okt. 2025 | New York Jets        | Denver Broncos        | Tottenham Hotspur Stadium | London                   | Vereinigtes Königreich |
| 2025       | 19. Okt. 2025 | Jacksonville Jaguars | Los Angeles Rams      | Wembley-Stadion           | London                   | Vereinigtes Königreich |
| 2025       | 9. Nov. 2025  | Indianapolis Colts   | Atlanta Falcons       | Olympiastadion            | Berlin                   | Deutschland            |
| 2025       | 16. Nov. 2025 | Miami Dolphins       | Washington Commanders | Estadio Santiago Bernabéu | Madrid                   | Spanien                |
|            |               |                      |                       |                           |                          |                        |
| 2026       | 2026          | Los Angeles Rams     |                       | Melbourne Cricket Ground  | Melbourne                | Australien             |
| ab 2027    | ab 2027       | ein Spiel jährlich   | ein Spiel jährlich    | Melbourne Cricket Ground  | Melbourne                | Australien             |
| 2026       | 2026          | Jacksonville Jaguars | bis zu zwei Spiele    | Wembley-Stadion           | London                   | Vereinigtes Königreich |
| 2027       | 2027          | Jacksonville Jaguars | bis zu drei Spiele    | Wembley-Stadion           | London                   | Vereinigtes Königreich |
| 2026–2029  | 2026–2029     | je zwei Spiele       | je zwei Spiele        | Tottenham Hotspur Stadium | London                   | Vereinigtes Königreich |
| 2026, 2028 | 2026, 2028    | je ein Spiel         | je ein Spiel          | Austragungsort unbekannt  | Austragungsort unbekannt | Deutschland            |
| 2027, 2029 | 2027, 2029    | je ein Spiel         | je ein Spiel          | Olympiastadion            | Berlin                   | Deutschland            |

## Statistiken
|                                       | Spiele | erstes   | letztes |
| ------------------------------------- | ------ | -------- | ------- |
| Wembley-Stadion, London               | 27     | 2007     | 2025    |
| Tottenham Hotspur Stadium, London     | 12     | 2019     | 2025    |
| Rogers Centre, Toronto (*)            | 06     | 2008     | 2013    |
| Aztekenstadion, Mexiko-Stadt          | 05 (+) | 2005 (+) | 2022    |
| Twickenham Stadium, London            | 03     | 2016     | 2017    |
| Deutsche Bank Park, Frankfurt am Main | 02     | 2023     | 2023    |
| Allianz Arena, München                | 02     | 2022     | 2024    |
| Arena Corinthians, São Paulo          | 02     | 2024     | 2025    |
| Olympiastadion, Berlin                | 01     | 2025     | 2025    |
| Estadio Santiago Bernabéu, Madrid     | 01     | 2025     | 2025    |
| Croke Park, Dublin                    | 01     | 2025     | 2025    |

## Trivia
Bereits 1926 wurde erstmals ein Spiel einer US-amerikanischen professionellen American-Football-Liga im Ausland ausgetragen. Das Spiel der ersten American Football League (AFL) zwischen den Los Angeles Wildcats und den New York Yankees fand vor 10.000 Zuschauern im Maple Leaf Stadium im kanadischen Toronto statt. Die Yankees, die 28:0 gewannen, waren das einzige Team, das nach der einzigen Saison dieser AFL in die NFL wechselte.